# Raïon de Melitopol
Le raïon de Melitopol (en ukrainien : Мелітопольський район ; en russe : Мелито́польский райо́н) est un raïon (district) dans l'oblast de Zaporijjia en Ukraine.

## Création de 2020
Lors de la réforme administrative de l'Ukraine de 2020, son centre administratif est la ville de Melitopol. Il a absorbé les raïons Melitopol, Pryazovske, Vesele, Yakymivka et Mykhailivka.

## Lieux d'intérêt
Le parc national de Pryazovske et Kamiana Mohyla, le musée d'histoire locale de Melitopol. Le parc éolien de Botiieve sur la mer d'Azov.

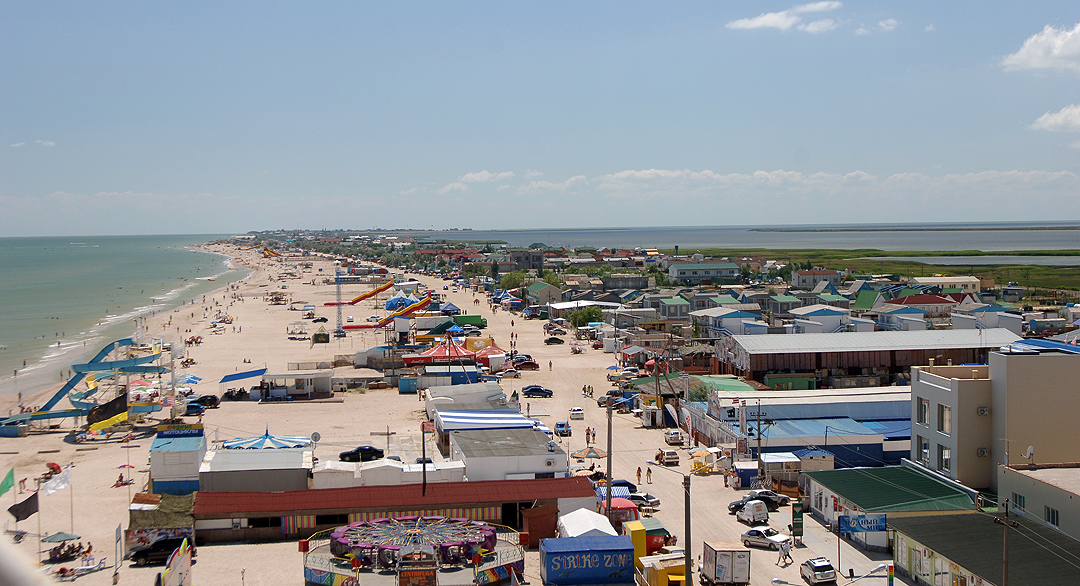
Plage de la flèche de Fedotov,
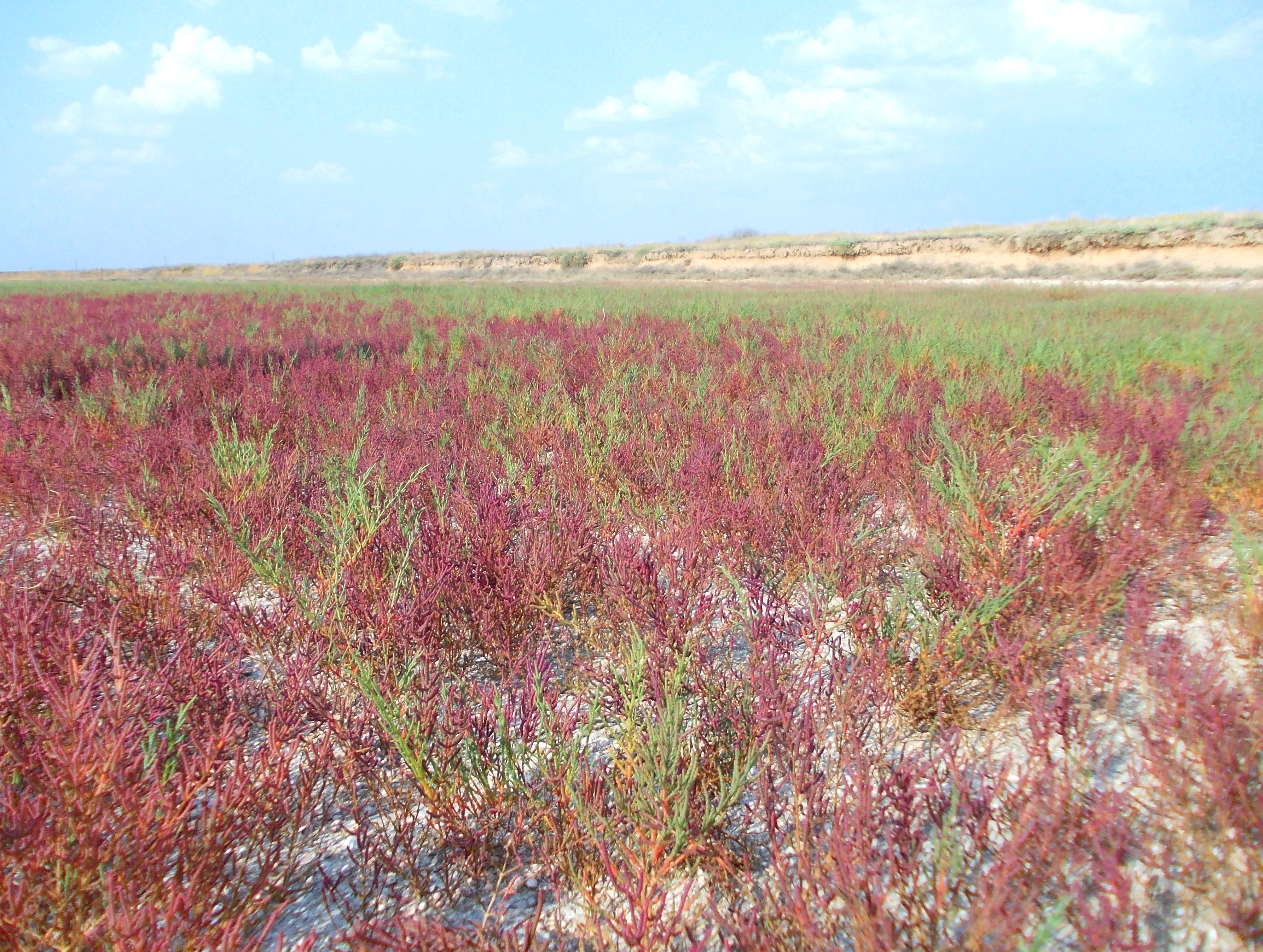
le Liman de Molotchnyi,
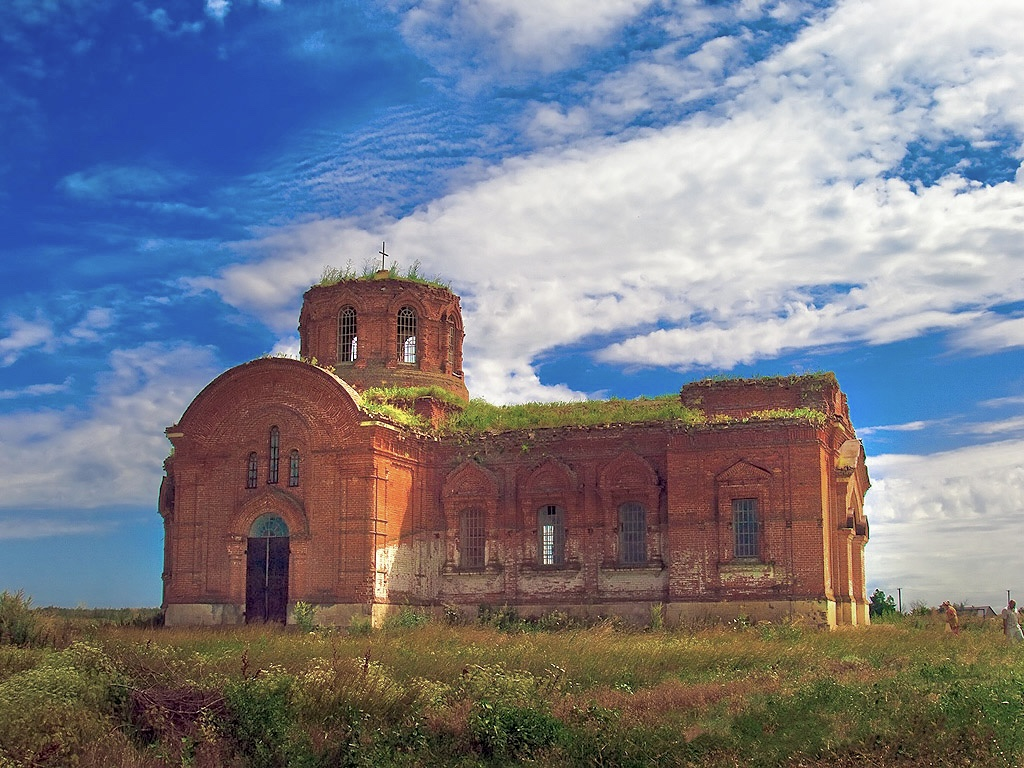
l'église st-Michel, classée[1],
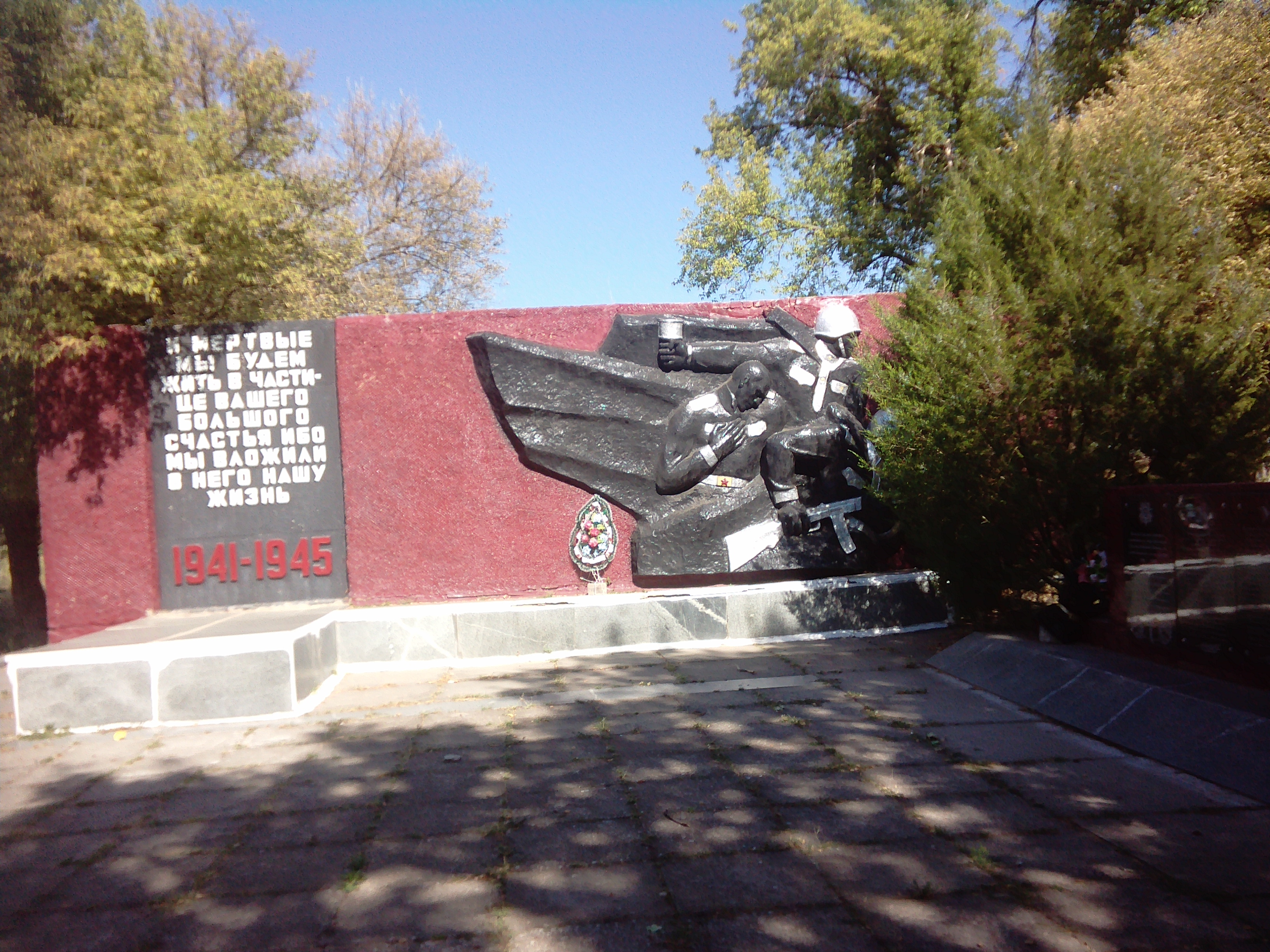
mémorial de la seconde guerre mondiale, classé[2].